# Nintendo 3DS
Nintendo 3DS (ニンテンドー3DS Nintendō Surī Dī Esu?), förkortad 3DS, är en bärbar spelkonsol utvecklad av Nintendo. Den är en vidareutveckling av Nintendo DS-serien där den övre skärmen visar grafik i 3D, utan att några speciella glasögon behövs (så kallad autostereoskopi). Övre skärmen är cirka 3,53 tum stor. Den undre skärmen är en pekskärm på 3,02 tum (4:3-format istället för 16:9). Nintendo 3DS presenterades 15 juni under E3 2010 och släpptes i Japan 26 februari 2011, och i övriga regioner under slutet av mars samma år. I september 2020 meddelade Nintendo att de inte längre skulle tillverka fler spelkonsoler i Nintendo 3DS-familjen. Sen den 28 mars 2023 kan man inte köpa spel eller ladda ner nya spel på Nintendo Eshop. Sen den 9 april 2024 går det inte längre att spela online.

## Specifikationer
- Skärm: Upplösning: 400 × 240 (800 × 240 tillsammans) pixlar på den övre skärmen, 320 × 240 på den nedre pekskärmen
- Storlek: 134 × 74 × 21 mm
- Vikt: 230 g

## Ambassadörsprogrammet
Som följd av prissänkningen lät Nintendo i gengäld konsumenter som hade köpt konsolen för det ursprungliga priset ladda ned 20 spel kostnadsfritt från Nintendo eShop. Detta gällde för de som anslöt sin Nintendo 3DS till Nintendo eShop innan 12 augusti 2011, eller genom att visa upp köpbevis för Nintendos svenska kundservice. Spelen inkluderade tio för Nintendo Entertainment System och tio för Game Boy Advance. Nintendo påpekade även att NES-spelen kanske skulle komma att släppas för den allmänna publiken senare, men att de inte hade några planer på att göra Game Boy Advance-spelen tillgängliga
De tio NES-spelen släpptes 31 augusti 2011:
- Balloon Fight
- Donkey Kong Jr.
- Ice Climber
- Metroid
- NES Open Tournament Golf
- Super Mario Bros.
- The Legend of Zelda
- Wrecking Crew
- Mario & Yoshi
- Zelda II: The Adventure of Link

De tio Game Boy Advance-spelen släpptes 16 december 2011:
- F-Zero: Maximum Velocity
- Fire Emblem: The Sacred Stones
- Kirby & the Amazing Mirror
- Mario Kart: Super Circuit
- Mario vs. Donkey Kong
- Metroid Fusion
- Super Mario Advance 3: Yoshi's Island
- The Legend of Zelda: The Minish Cap
- Wario Land 4
- Warioware, Inc.: Minigame Mania

## Bakåtkompatibilitet
Nintendo 3DS har bakåtkompatibilitet med Nintendo DS-spel. Liksom Wii hade Nintendo 3DS även Virtual Console, som gjorde det möjligt att ladda ner äldre spel ursprungligen släppta till Game Boy, Game Boy Color, Nintendo Entertainment System, Game Boy Advance, Sega Game Gear och till nyare 3DS-modeller även Super Nintendo Entertainment System. Game Boy Advance-spelen var dock endast tillgängliga för de som hade köpt sin Nintendo 3DS före 12 augusti 2012 och deltagit i ambassadörsprogrammet. Spelen var kostnadsfria för ambassadörer och fanns inte tillgängliga på Nintendo eShop för alla att ladda ner. 

## Medföljande tillbehör
Bland de medföljande tillbehören finns ett laddningsställ samt ett SD-kort på 2GB som används för att spara speldata på. Det medföljer också 6 AR-kort (Augmented Reality)

## Applikationer
Förinstallerade applikationer:
- Activity Log
- AR Games
- Download Play
- Face Raiders
- Mii Maker
- Nintendo 3DS Camera
- Nintendo 3DS Sound
- Streetpass Mii Plaza

## Spel
Dessa är exempel på spel som släppts till Nintendo 3DS.
- Animal Crossing: New Leaf
- Donkey Kong Country Returns 3D
- Kid Icarus: Uprising
- Kingdom Hearts 3D: Dream Drop Distance
- The Legend of Zelda: Ocarina of Time 3D
- Luigi's Mansion 2
- Mario Kart 7
- Mario Tennis Open
- Metal Gear Solid: Snake Eater 3D
- New Super Mario Bros. 2
- Paper Mario: Sticker Star
- Resident Evil: Revelations
- Super Mario 3D Land
- Super Street Fighter 4 3D Edition
- Pokémon X och Y
- The Legend of Zelda: A Link Between Worlds[16]

Följande titlar är planerade att släppas till Nintendo 3DS.
- Mario Golf: World Tour

## Nintendo 3DS eShop
Nintendo eShop var en onlinebutik som kunde installeras genom en uppdatering på ett Nintendo 3DS.  I butiken kunde man bland annat köpa och ladda ner spel, applikationer och videoklipp. Man kunde ladda ner Nintendo 3DS-spel, Nintendo DSi-warespel och Virtual Console-spel. Butiken var i bruk fram tills den 28 mars 2023 då den stängdes ned. Man kan fortfarande ta sig in i butiken, men man kan inte köpa något där och man kan bara ladda ned spel och applikationer som man redan tidigare ägde samt ladda ner uppdateringar till spel.

### Nintendo 3DS-spel
Man kunde köpa och ladda ner vissa Nintendo 3DS-spel, bland annat The Legend of Zelda: Ocarina of Time 3D, Mario Kart 7 och Luigi's Mansion 2.

### Nintendo DSi-warespel
Dessa spel fanns även i onlinebutiken på Nintendo DSi. Exempel på spel är The Legend of Zelda: Four Swords Anniversary Edition som endast var tillgängligt efter att The Legend of Zelda-serien fyllde 25 år mellan 2011 och 2012.

### Virtual Console-spel
Virtual Console-spel var gamla spel från bland annat Game Boy som gjorts om för att kunna spelas på Nintendo 3DS-enheten. Exempel på spel är The Legend of Zelda, Super Mario Bros. och Kirby's Star Stacker.

### Applikationer
Exempel på tidigare nerladdningsbara applikationer är Nintendo LetterBox (SwapNote i NA) där man kunde rita eller skriva ett meddelande och skicka det via StreetPass eller till en regristrerad vän. Vissa applikationer, bl.a. LetterBox, var kostnadsfritt.

## Försäljning
| Datum      | Japan | Amerika | Andra | Totalt |
| ---------- | ----- | ------- | ----- | ------ |
| 2011-03-31 | 1,06  | 1,32    | 1,23  | 3,61   |
| 2011-06-30 | 1,27  | 1,43    | 1,63  | 4,32   |
| 2011-09-30 | 2,13  | 2,13    | 2,42  | 6,68   |
| 2011-12-31 | 4,66  | 5,47    | 4,91  | 15,03  |
| 2012-03-31 | 5,85  | 5,99    | 5,30  | 17,13  |
| 2012-06-30 | 6,76  | 6,41    | 5,82  | 19,00  |
| 2012-09-30 | 7,94  | 7,38    | 6,88  | 22,19  |
| 2012-12-31 | 10,88 | 9,97    | 8,99  | 29,84  |
| 2013-03-31 | 11,54 | 10,23   | 9,29  | 31,09  |
| 2013-06-30 | 12,18 | 10,62   | 9,69  | 32,48  |

## Modeller

### Nintendo 3DS XL
22 juni 2012 meddelande Nintendo via en Nintendo Direct-sändning att en ny version av Nintendo 3DS skulle släppas. Den nya versionen kallas Nintendo 3DS XL och har 90% större skärmar än originalkonsolen, bättre batteritid och en ny, rundare design. För övrigt är konsolerna exakt likadana och har samma processor och skärmupplösningen är oförändrad. Nintendo 3DS XL släpptes i Sverige 28 juli 2012 till ett pris av omkring 2300 kr. För att få ned priset på den nya versionen hade Nintendo valt att inte inkludera en strömadapter i paketet, utan uppmanade att använda en tidigare adapter till antingen Nintendo DSi eller ursprungliga Nintendo 3DS, alternativt köpa en separat. Dessutom levereras den nya konsolen med ett större SD-kort på 4GB kapacitet.
| Datum      | Japan | Amerika | Andra | Totalt |
| ---------- | ----- | ------- | ----- | ------ |
| 2012-09-30 | 0,82  | 0,55    | 0,73  | 2,10   |
| 2012-12-31 | 2,81  | 1,97    | 2,27  | 7,05   |
| 2013-03-31 | 3,14  | 2,14    | 2,50  | 7,78   |
| 2013-06-30 | 3,57  | 2,39    | 2,81  | 8,77   |

### Nintendo 2DS och New Nintendo 2DS XL
Oktober 2013 släpptes Nintendo 2DS, tänkt som en budgetversion för nya spelare. 3D-funktionen är permanent avslagen, endast en högtalare finns inbyggd och konsolen stödjer enbart mono-ljud och gångjärnen är borttagna, vilket innebär att ett 2DS är i permanent utfällt läge. En sleep-mode knapp har lagts till för kompatibilitet med spel som kräver att enheten stängs och öppnas.
I juli 2017 släpptes en ny version kallad New Nintendo 2DS XL, nu baserad på New Nintendo 3DS-modellerna. 2DS XL har utökad prestanda, och inkluderar även extraknapparna inkluderade i New 3DS-modellerna. 2DS XL är närmre traditionella DS-enheter, och är ihopfällbar, till skillnad från den första 2DS-modellen.

### New Nintendo 3DS och New Nintendo 3DS XL
Två nya modeller, New Nintendo 3DS och New Nintendo 3DS XL (LL i Japan), tillkännagavs den 29 augusti 2014. De gavs ut i Japan den 11 oktober 2014, i Australien och Nya Zeeland den 21 november 2014, och i Europa och Nordamerika den 13 februari 2015; i Nordamerika är dock enbart XL-varianten tillgänglig.
Vissa Nintendo 3DS-spel som är särskilt prestandakrävande, såsom Xenoblade Chronicles, är enbart kompatibla med New-modellerna.